# Линець
Линець (пол. Łyniec, нім. Linietz) — село в Польщі, у гміні Стольно Хелмінського повіту Куявсько-Поморського воєводства.
Населення — 90 осіб (2011).
У 1975-1998 роках село належало до Торунського воєводства.

## Демографія
Демографічна структура станом на 31 березня 2011 року:
|          | Загалом | Допрацездатний вік | Працездатний вік | Постпрацездатний вік |
| -------- | ------- | ------------------ | ---------------- | -------------------- |
| Чоловіки | 54      | 15                 | 36               | 3                    |
| Жінки    | 36      | 8                  | 21               | 7                    |
| Разом    | 90      | 23                 | 57               | 10                   |